# فرانسوا ویون
فرانسوا ویون (به فرانسوی: François Villon) نویسنده و شاعر قرن پانزدهم میلادی اهل فرانسه است.